# 白金
白金（はっきん、英: platinum [ˈplætɪnəm]、羅: platinum）は原子番号78の元素。元素記号は Pt。白金族元素の一つ。プラチナと呼ばれることもある。
単体では、白い光沢（銀色）を持つ金属として存在する。化学的に非常に安定であるため、装飾品に多く利用される一方、触媒としても自動車の排気ガスの浄化をはじめ多方面で使用されている。酸に対して強い耐食性を示し、金と同じく王水以外には溶けないことで知られている。
なお、同じく装飾品として使われるホワイトゴールド（白色金）は、金をベースとした合金であり、単体である白金（プラチナ）とは異なる。

## 名称
スペイン人達は、白金を「ピント川の小さな銀 (西: platina del Pinto)」と呼んだ。これが元素名 platinum の語源である。
白金という言葉は、オランダ語の witgoud（wit = 白、goud = 金）の日本語訳である。江戸時代の蘭学者、宇田川榕庵が著した化学書「遠西医方名物考補遺巻八」（えんせいいほうみょうぶつこうほい まきのはち）に、白金（一種銀色の金属、原名プラチナ）の訳語があり、榕庵が命名し日本で最初に使われた用語と言われている。尚、現代中国語ではこの元素に一文字の「鉑」という文字が当てられている。
これまでに人類によって産出された白金の総量は約4000トン、体積にして約200立方メートル（一辺が6メートル弱の立方体）ほどである。稀少な貴金属なため、「プラチナチケット」などのように、入手し難い貴重な物の比喩として使われることもある。

### 表記による誤解
「白金」の表記は「白い金」と解釈されてしまう事、また英語に逐字訳すると「ホワイトゴールド」 (white gold) となることなどから、白金＝ホワイトゴールドとされる事がよくあるが、これは誤りである。ホワイトゴールドは金をベースに割金としてパラジウム、銀、ニッケルといった白い金属を混ぜた合金であり、本項で言及している白金とは全く異なる金属である。
一方、「白金」を逐字訓読みしたかの様な「しろがね」は、漢字「銀」の訓読みであることからわかるように元素Agの大和言葉であり、やはり異なる金属である。

## 歴史
古くは古代エジプト第18王朝時代にファラオの装身具としてわずかながら利用されていた。
現存する最古の白金製品は、ルーブル美術館収蔵の、通称「テーベの小箱」である。これはエジプトのテーベにある女性神官シェペヌペットの墓から出土した小箱で、紀元前720年から紀元前659年頃のものと思われる。また、10世紀頃には、南米でも装身具として利用されていた。これは純度80%以上もあるもので、当時すでに高度な精錬技術があったことを示す。ただ合金状のものでも融点まで加熱するのは当時の技術水準では不可能であったが、貴金属ゆえに酸素では酸化されない性質を利用し粉末状・粒状のものを現在の粉末冶金などと呼ばれる方法で成型していたものと考えられている。
スペイン人による南米への侵略の際に、当時ヨーロッパで珍重されていた銀と勘違いされて略奪され持ち帰られた。しかし、銀よりも融点が高い白金は銀用の加工設備では溶かすことができず、大量に廃棄された。
スペインの軍人、探検家、天文学者であるアントニオ・デ・ウジョーアが、フランス科学アカデミーによる子午線弧長の測量隊の一員として1735年にホルヘ・フワンとともにペルーに渡り、1736年から1744年まで南米に留まっていた。この間に、コロンビアのピント川河畔で銀に似た白い金属を発見し、本国に帰国後、1748年にフワンとの共著として『南米諸王国紀行』を出版した際に、白金鉱石について記述している。これが白金の「再発見」となった。

## 用途
純度を高めたものは金と同様に宝飾、通貨、投資対象としての利用がされる。また、触媒合金材料として利用されるほか、白金ナノ粒子に加工される事もある。
触媒
触媒として高い活性を持ち、自動車には排気ガスの浄化触媒として多くの量が使用されており、さらにはその高い耐久性により同じく自動車の点火プラグや排気センサーなど過酷な環境に晒される部品にも多用される。
その他では化学工業でも水素化反応の触媒などとして利用されるほか、燃料電池への利用も盛んに行われている。なじみ深い所では ハクキンカイロの発熱装置としても利用されている。過酸化水素を水と酸素に還元させる触媒作用もあり、これを応用してソフトコンタクトレンズ用過酸化水素消毒システム（商品名エーオーセプト）の中和用ディスクにも用いられている。
化学的安定性を要する分野化学的に極めて安定しており酸化されにくいこと、融点が1,769 °C（理化学辞典）と高いことなどから、電極、るつぼ、白金耳などに利用されている。キログラム原器やメートル原器も、白金90 %とイリジウム10 %からなる合金だった。
温度計電気抵抗と温度との関係を利用し、白金抵抗温度計に使われている。13.81 - 1234.93 ケルビンまでの範囲で標準温度計として利用されている。
磁性体白金磁石など磁性体の材料としても有名である。マンガンとの合金はGMR（巨大磁気抵抗効果）が磁気記録ヘッドに用いられているほか、鉄やコバルトとの合金は、L10 規則相において非常に強い結晶磁気異方性を示す。
通貨カナダ王室造幣局からメイプルリーフプラチナ貨が、アメリカ合衆国造幣局からイーグルプラチナ貨が発行されている。
医療分野アンモニアおよび塩化物イオンとの化合物であるcis-ジクロロジアンミン白金 (cis-[Pt(NH3)2Cl2]) がシスプラチンの名で抗ガン剤として広く用いられている。また、血管内治療では白金製のコイルが塞栓に用いられる。

### 投資対象としての白金
白金は貴金属商品であり、その地金には"XPT"というISO通貨コードが設定されている。これは「1トロイオンスの白金」を意味する。コイン、バー、インゴットの形態で取引されたり、収集されたりしている。白金は宝飾品にも使用されており、その場合、通常は90 - 95 %の合金として使用される。宝飾業界では、白金製品の価値を高めるために、経年使用による表面の微細な傷（これをパティナという）を好ましい特徴として提示することが推奨されている。
時計メーカーでは、ヴァシュロン・コンスタンタン、パテック・フィリップ、ロレックス、ブライトリングなどが白金を使用した限定モデルを製造している。時計メーカーは、（金には劣るものの）白金が持つ独特の特性を高く評価している。
経済が安定して成長が続く時期には、白金の価格は金よりも高くなる傾向があり、2倍程度にもなることもある。一方、経済が不安定な時期には、産業需要の減少により白金の価格が下がり、金の価格を下回る傾向がある。金は景気の変動の影響を受けないと考えられており、景気が低迷している時でも金の価格は安定している。金は工業用途、特に導電体として電子機器に使用されているが、その需要は白金ほどは工業用途の影響を受けない。
18世紀には、その希少性から、フランス国王ルイ15世は「白金は王にふさわしい唯一の金属」と宣言した。

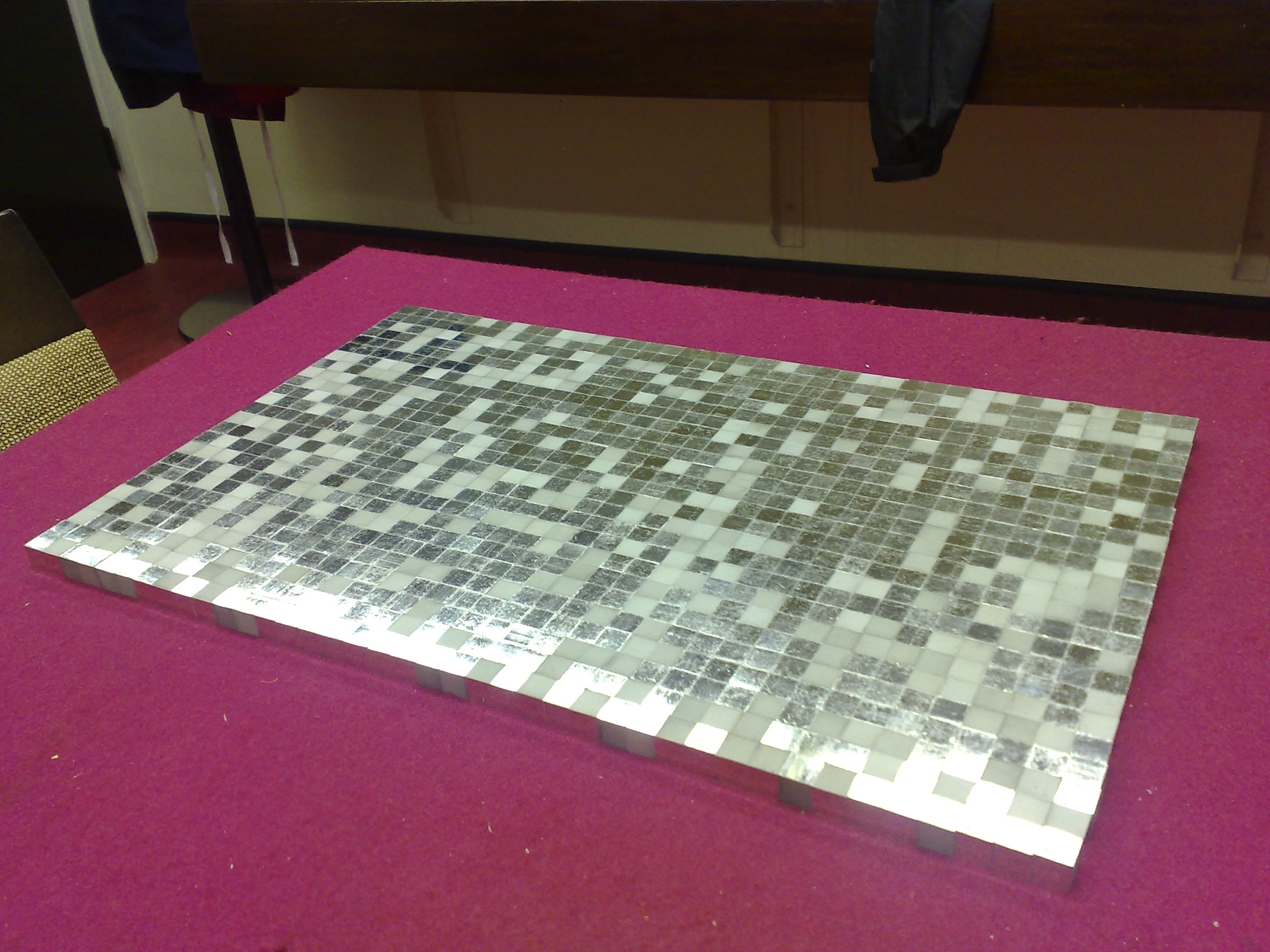
1000立方センチメートルの99.9 %の白金。2016年6月29日現在の価格は約69万6千米ドル[8]。
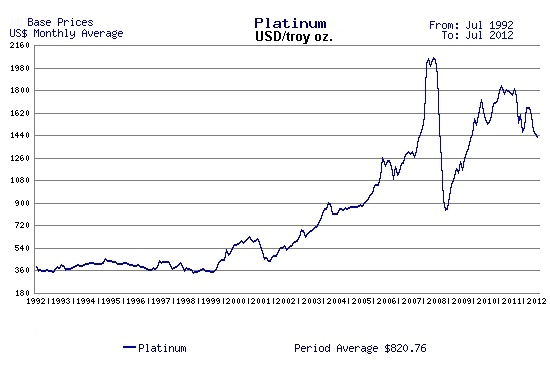
1992年から2012年までの白金の平均価格（1トロイオンス当たりUS$）[9]。

## 産出
主な産出国は南アフリカ共和国、ロシアである。南アフリカに偏在している。レアメタルのなかでも特に稀少で、地殻1トンあたり0.001グラムの産出である。1キログラムあたりの価格は4.2万ドル（2022年）。
白金はパラジウム (Pd) やロジウム (Rh) といった白金と化学的な性質の似た元素と一緒に鉱石に含まれている。これらの元素は白金を含めた6元素で「白金族元素」と呼ばれる。（白金 Pt、パラジウム Pd、ロジウム Rh、ルテニウム Ru、イリジウム Ir、オスミウム Os）
南アフリカのブッシュフェルトには、東西400キロメートル、南北300キロメートルの広大な岩体がある。その中に、白金族を多く含む厚さ数十センチメートルの地層が見つかっている。この地層には、白金族元素の中でも白金とロジウムが多く含まれている。
日本でも僅かであるが埋蔵されていることが確認されている。北海道の天塩川、石狩川の川砂中で認められた（砂白金の項を参照）他、新潟県で発見されている。
2004年の白金産出国ランキング上位6か国は下記のとおり。数値は産出量 (kg)、世界シェア（出典：アメリカ合衆国内務省「ミネラル・イヤーブック2004」）。
1. 南アフリカ共和国 160,013 (74.8 %)
2. ロシア 36,000 (16.8 %)
3. カナダ 7,000 (3.3 %)
4. ジンバブエ 4,438 (2.1 %)
5. アメリカ合衆国 4,040 (1.9 %)
6. コロンビア 1,400 (0.7 %)

（世界産出計 214,000 kg）

### 鉱山
- ブッシュフェルト（南アフリカ）
- ウラル（ロシア）
- ノリルスク・タルナフ（ロシア）
- スティルウォーター（アメリカ）
- サドベリー（カナダ）
- グレートダイク（ジンバブエ）
- マムート（マレーシア）
- オケテディ（パプアニューギニア）
- ポルティモ（フィンランド）
- クッファーシーファ（ポーランド）
- ブレグイビベス（アルバニア）
- チョコ（コロンビア）
- カショエイラ鉱山（ブラジル）

### 白金鉱石
白金鉱石を構成する鉱石鉱物には、次のようなものがある。
- 自然白金 (Pt)
- 砒白金鉱 (PtAs2)

## その他

### 純度（品位）
ISO 9202, JIS H 6309により、金、銀、パラジウム同様、ジュエリー用白金合金の純度（品位）は、千分率‰（パーミル）で表記する。この規格には Pt950, Pt900, Pt850 の3区分がある。日本国内では、宝飾品として販売される白金（合金）の品位は、上記のほか、Pt999（最低値をあらわすので999が正しい。2012年４月から造幣局も1000を999に変更）を加えた4区分が一般的である。ISOおよび一般社団法人日本ジュエリー協会は、プラチナジュエリーと呼称できるのは、Pt850 以上とさだめている。また、造幣局の品位証明区分もこの4区分を採用している。
しかし、地金価格高騰の影響を受け、実際には、K18 の品位にあたる Pt750、K14 にあたる Pt585、さらに Pt505 製品が市場に供給され、議論を巻き起こしている。これは、海外でも同じ傾向である。物品税（貴金属製品とされる Pt700 以上は15%課税）撤廃までは、少ないが Pt700 以下の製品も製造されていた。白金合金の品位の定義は千分率だが、他の金属などの百分率と混同されることがあり、この錯誤を意図的に誘発させる詐欺的な Pt100 製品もあるので注意が必要である。
ゴールドと同じく、白金単体では柔らくてジュエリーとしては強度不足であるため、割金にパラジウムやルテニウムを使うことが一般的である。特に、ルテニウムを使用した合金を「ハードプラチナ」と呼ぶ。

### 宝飾品の刻印
宝飾品へ打刻される、素材などを表す略号に関しては、現在では元素記号と共通の Pt という表記が使われるが、以前は Pm という表示が用いられることがあった。一説に Platinum metal の略であったという。「プラチナを使用しています」というほどの意味で、Pm900 のように純度を表す数字を添えるケースが多い。ただし信憑性には欠けるとされる。
東南アジアなどでは「白金」と打刻されることもある。なお、「Pm」「白金」ともにパラジウムの意味でも使われ、パラジウムが主体のジュエリー類にそのように打刻されることもあるので、注意が必要である。

### 国際キログラム原器
キログラム（記号: kg）は、国際単位系 (SI) における質量の基本単位であり、2019年5月までは「国際キログラム原器の質量」として定義されていた。国際キログラム原器は化学的に安定な白金90 %とイリジウム10 %の合金で作られ、パリの国際度量衡局に、二重の気密容器で真空中に保護された状態で保管されている。

### 順位
金属や宝石の名称を用いた順位では、金 (Au) やダイヤモンド（炭素〈C〉の同素体）よりも上の順位として「プラチナ」を用いることがある（ただし、ゴールドディスクやANAマイレージクラブに見られるように、ダイヤモンドがプラチナより上位ランクとされる例もある）。この場合、プラチナは希少な「特1級」の扱いで、金やダイヤモンドは「平1級」の扱いになる。
四段階評価
- 青銅（3級）→ 銀（2級）→ 金（1級）→ プラチナ（特1級）

記念祭
- 銀（25周年）→ 金（50周年）→ ダイヤモンド（60周年）→ プラチナ（70周年）

### 大量消費
- 第二次世界大戦末期、日本はジェット戦闘機「秋水」の燃料用として過酸化水素の大量生産に乗り出した。電解装置の電極にはプラチナが用いられ、終戦まで1900キログラムもの大量のプラチナが消費されたとされている。消費された白金は1944年から始められた「白金供出運動」により収集されたものであった[12]。